# ニューロッツ・アベニュー駅 (IRTニューロッツ線)
ニューロッツ・アベニュー駅（ニューロッツ・アベニューえき、New Lots Avenue）はニューヨーク市地下鉄IRTニューロッツ線の東側（路線案内上は南側）終端駅である。ラッシュ時に2系統 および5系統、深夜帯以外の終日に3系統、深夜帯に4系統（ラッシュ時にも数本ある）が発着する。

## 駅構造
| P プラットホーム階 | 北行線                                     | ← 夕ラッシュ：ウェイクフィールド-241丁目駅行き（ヴァン・シックレン・アベニュー駅） ← 深夜帯以外：ハーレム-148丁目駅行き（ヴァン・シックレン・アベニュー駅） ← 深夜・朝ラッシュ：ウッドローン駅行き（ヴァン・シックレン・アベニュー駅） ← 朝ラッシュ：イーストチェスター-ダイアー・アベニュー駅行き・ネレイド・アベニュー駅行き（ヴァン・シックレン・アベニュー駅） → 当駅止まり → |
| P プラットホーム階 | 島式ホーム、到着番線に応じた側のドアが開く | |
| P プラットホーム階 | 北行線                                     | ← 夕ラッシュ：ウェイクフィールド-241丁目駅行き（ヴァン・シックレン・アベニュー駅） ← 深夜帯以外：ハーレム-148丁目駅行き（ヴァン・シックレン・アベニュー駅） ← 深夜・朝ラッシュ：ウッドローン駅行き（ヴァン・シックレン・アベニュー駅） ← 朝ラッシュ：イーストチェスター-ダイアー・アベニュー駅行き・ネレイド・アベニュー駅行き（ヴァン・シックレン・アベニュー駅） → 当駅止まり → |
| M                  | メザニン                                   | 改札、駅員詰所、メトロカード自動券売機 |
| G                  | 地上階                                     | 出入口 |

ニューロッツ・アベニュー駅は島式ホーム1面2線の高架駅である。ホーム階に信号扱所と乗務員詰所が置かれている。ホームにはほぼ全長に渡って屋根が設けられている。
線路は駅の東側でリヴォニア車両基地に向かってカーブしている。また、駅の北東側には約23メートル (75 ft)の路盤が使われないまま残っているが、これはニューロッツ線をニューロッツ・アベニューに沿ってさらに東に延伸する計画があったためである。他にも、1968年には駅の南側にリヴォニア車両基地からフラットランズ・アベニューへの南行線を建設する計画が提案されていた。

### 出入口
駅舎は木造で、ホーム東端下の高架上にあり、そこから2本の階段でアシュホード・ストリートに降りることができる。